# ژنوم انسان
ژنوم انسان، مجموعهٔ کاملی از توالی اسید نوکلئیک موجود در سلول‌های انسان است، که به صورت دی‌ان‌ای در ۲۳ جفت کروموزوم در هستهٔ سلول‌ها به همراه یک رشته دی ان ای کوچک به نام دی‌ان‌ای میتوکندریایی در میتوکندری سلول‌ها قرار دارند. ژنوم انسان شامل هر دو ژن دی‌ان‌ای کد کنندهٔ پروتئین و دی‌ان‌ایِ بی‌رمز است. دی‌ان‌ایِ هاپلوئید ژنوم انسان، که در داخل سلول‌های جنسی (تخمک و اسپرم) سلول‌ها در فاز میوز تولید مثل جنسی تولید شده‌اند، قبل از لقاح یک یاخته تخم) ایجاد می‌شوند، شامل سه میلیارد باز نوکلئوتیدی هستند، در حالی که ژنوم دیپلوئید (موجود در سلول‌های یاخته‌های پیکری)، یا جفت شده که دارای دو برابر محتوای دی‌ان‌ای است. در حالی که تفاوت‌های قابل توجهی در میان ژنوم افراد بشر (در حد ۰٫۱٪) وجود دارد، این تفاوت‌ها به صورت قابل توجهی تفاوت‌های کوچک‌تری نسبت به تفاوت‌های بین انسان‌ها و نزدیک‌ترین خویشاوندان زنده آن‌ها، شامپانزه (حدود ۴٪) و بونوبوهاست.
پروژه ژنوم انسان نخستین توالی کامل ژنوم انسانی منحصر به تک‌نفر را، با نخستین پیش‌نویس توالی و تجزیه و تحلیل اولیه تولید کرد که در ۱۲ فوریه ۲۰۰۱ منتشر شد. ژنوم انسان نخستین مورد در میان همهٔ مهره‌داران بود که به‌طور کامل و سرتاسری تعیین توالی شد. از سال ۲۰۱۲، هزاران ژنوم انسان به‌طور کامل توالی یابی شدند، و بسیاری دیگر نیز با تفکیک‌پذیری‌های پایین‌تر در وضوح، نقشه‌برداری شدند. اطلاعات به دست‌آمده، در سراسر جهان در علوم زیست‌پزشکی، انسان‌شناسی زیستی، پزشکی قانونی و سایر شاخه‌های علوم مورد استفاده قرار دارد. با داشتن این اطلاعات امیدهایی به وجود آمده که مطالعات ژنومی خواهد توانست به پیشرفت در تشخیص و درمان بیماری‌ها، و به بینش‌های تازه در بسیاری از زمینه‌های زیست‌شناسی، از جمله فرگشت انسان منجر شود.
هرچند که امروز توالی ژنوم انسان به‌طور کامل توسط توالی دی‌ان‌اِی تعیین شده، اما همچنان عملکرد بسیاری از بخش‌های توالی و ژن‌ها ناشناخته است. بیشتر ژن‌ها با ترکیبی از روش‌های تجربی و بیوانفورماتیکی شناسایی شده‌اند، با این حال هنوز بررسی‌ها و مطالعات زیادی برای روشن‌سازی عملکردهای بیولوژیک و فراورده‌های پروتئین و آران‌اِی باید انجام شود. نتیجه‌های تازه به دست‌آمده نشان می‌دهند که مقدار زیادی از توالی‌های بی‌رمز در ژنوم انسان با مواردی چون فرایندهای بیوشیمیایی، از جمله ساماندهی بیان ژن، معماری کروموزوم یا سیگنال‌های کنترل اپی ژنتیک مرتبط هستند.

## آرایش مولکولی و محتوای ژن
ژنوم انسان به صورت ۲۲ جفت کروموزوم، به علاوهٔ کروموزوم X (یکی در مردان و دو عدد در زنان)، و تنها در مردان یک کروموزوم Y، سازمان‌دهی شده است. این‌ها همه مولکول‌های خطی بزرگ دی‌ان‌ای موجود در هستهٔ سلول‌ها هستند. ژنوم همچنین شامل دی‌ان‌ای میتوکندریایی است، که مولکول حلقوی به نسبت کوچکی در هر میتوکندری است. اطلاعات ابتدایی دربارهٔ این مولکول‌ها و محتوای ژنی آن، بر اساس یک پایگاه داده‌های مرجع ژنوم است که توالی مربوط به فرد خاصی را نشان نمی‌دهد، در جدول زیر ارائه شده است. ==
| کروموزوم              | طول (میلی‌متر) | جفت‌باز        | دگرگونی‌ها | پروتئین‌های تأییدی | پروتئین‌های قلمدادی | شبه‌ژن‌ها | miRNA | rRNA | snRNA | snoRNA | Misc ncRNA | Links | Centromere position (Mbp) | Cumulative (%) |
| --------------------- | ------------- | ------------- | --------- | ----------------- | ------------------ | ------- | ----- | ---- | ----- | ------ | ---------- | ----- | ------------------------- | -------------- |
| کروموزوم ۱ (انسان)    | ۸۵            | ۲۴۹٬۲۵۰٬۶۲۱   | ۴٬۴۰۱٬۰۹۱ | ۲٬۰۱۲             | ۳۱                 | ۱٬۱۳۰   | ۱۳۴   | ۶۶   | ۲۲۱   | ۱۴۵    | ۱۰۶        | EBI   | ۱۲۵٫۰                     | ۷٫۹            |
| کروموزوم ۲ (انسان)    | ۸۳            | ۲۴۳٬۱۹۹٬۳۷۳   | ۴٬۶۰۷٬۷۰۲ | ۱٬۲۰۳             | ۵۰                 | ۹۴۸     | ۱۱۵   | ۴۰   | ۱۶۱   | ۱۱۷    | ۹۳         | EBI   | ۹۳٫۳                      | ۱۶٫۲           |
| کروموزوم ۳ (انسان)    | ۶۷            | ۱۹۸٬۰۲۲٬۴۳۰   | ۳٬۸۹۴٬۳۴۵ | ۱٬۰۴۰             | ۲۵                 | ۷۱۹     | ۹۹    | ۲۹   | ۱۳۸   | ۸۷     | ۷۷         | EBI   | ۹۱٫۰                      | ۲۳٫۰           |
| کروموزوم ۴ (انسان)    | ۶۵            | ۱۹۱٬۱۵۴٬۲۷۶   | ۳٬۶۷۳٬۸۹۲ | ۷۱۸               | ۳۹                 | ۶۹۸     | ۹۲    | ۲۴   | ۱۲۰   | ۵۶     | ۷۱         | EBI   | ۵۰٫۴                      | ۲۹٫۶           |
| کروموزوم ۵ (انسان)    | ۶۲            | ۱۸۰٬۹۱۵٬۲۶۰   | ۳٬۴۳۶٬۶۶۷ | ۸۴۹               | ۲۴                 | ۶۷۶     | ۸۳    | ۲۵   | ۱۰۶   | ۶۱     | ۶۸         | EBI   | ۴۸٫۴                      | ۳۵٫۸           |
| کروموزوم ۶ (انسان)    | ۵۸            | ۱۷۱٬۱۱۵٬۰۶۷   | ۳٬۳۶۰٬۸۹۰ | ۱٬۰۰۲             | ۳۹                 | ۷۳۱     | ۸۱    | ۲۶   | ۱۱۱   | ۷۳     | ۶۷ ب       | EBI   | ۶۱٫۰                      | ۴۱٫۶           |
| کروموزوم ۷ (انسان)    | ۵۴            | ۱۵۹٬۱۳۸٬۶۶۳   | ۳٬۰۴۵٬۹۹۲ | ۸۶۶               | ۳۴                 | ۸۰۳     | ۹۰    | ۲۴   | ۹۰    | ۷۶     | ۷۰         | EBI   | ۵۹٫۹                      | ۴۷٫۱           |
| کروموزوم ۸ (انسان)    | ۵۰            | ۱۴۶٬۳۶۴٬۰۲۲   | ۲٬۸۹۰٬۶۹۲ | ۶۵۹               | ۳۹                 | ۵۶۸     | ۸۰    | ۲۸   | ۸۶    | ۵۲     | ۴۲         | EBI   | ۴۵٫۶                      | ۵۲٫۰           |
| کروموزوم ۹ (انسان)    | ۴۸            | ۱۴۱٬۲۱۳٬۴۳۱   | ۲٬۵۸۱٬۸۲۷ | ۷۸۵               | ۱۵                 | ۷۱۴     | ۶۹    | ۱۹   | ۶۶    | ۵۱     | ۵۵         | EBI   | ۴۹٫۰                      | ۵۶٫۳           |
| کروموزوم ۱۰ (انسان)   | ۴۶            | ۱۳۵٬۵۳۴٬۷۴۷   | ۲٬۶۰۹٬۸۰۲ | ۷۴۵               | ۱۸                 | ۵۰۰     | ۶۴    | ۳۲   | ۸۷    | ۵۶     | ۵۶ آ       | EBI   | ۴۰٫۲                      | ۶۰٫۹           |
| کروموزوم ۱۱ (انسان)   | ۴۶            | ۱۳۵٬۰۰۶٬۵۱۶   | ۲٬۶۰۷٬۲۵۴ | ۱٬۲۵۸             | ۴۸                 | ۷۷۵     | ۶۳    | ۲۴   | ۷۴    | ۷۶     | ۵۳         | EBI   | ۵۳٫۷                      | ۶۵٫۴           |
| کروموزوم ۱۲ (انسان)   | ۴۵            | ۱۳۳٬۸۵۱٬۸۹۵   | ۲٬۴۸۲٬۱۹۴ | ۱٬۰۰۳             | ۴۷                 | ۵۸۲     | ۷۲    | ۲۷آ  | ۱۰۶   | ۶۲     | ۶۹ب        | EBI   | ۳۵٫۸                      | ۷۰٫۰           |
| کروموزوم ۱۳ (انسان)   | ۳۹            | ۱۱۵٬۱۶۹٬۸۷۸   | ۱٬۸۱۴٬۲۴۲ | ۳۱۸               | ۸                  | ۳۲۳     | ۴۲    | ۱۶   | ۴۵    | ۳۴     | ۳۶         | EBI   | ۱۷٫۹                      | ۷۳٫۴           |
| کروموزوم ۱۴ (انسان)   | ۳۶            | ۱۰۷٬۳۴۹٬۵۴۰   | ۱٬۷۱۲٬۷۹۹ | ۶۰۱               | ۵۰                 | ۴۷۲     | ۹۲    | ۱۰   | ۶۵    | ۹۷     | ۴۶         | EBI   | ۱۷٫۶                      | ۷۶٫۴           |
| کروموزوم ۱۵ (انسان)   | ۳۵            | ۱۰۲٬۵۳۱٬۳۹۲   | ۱٬۵۷۷٬۳۴۶ | ۵۶۲               | ۴۳                 | ۴۷۳     | ۷۸    | ۱۳   | ۶۳    | ۱۳۶    | ۳۹         | EBI   | ۱۹٫۰                      | ۷۹٫۳           |
| کروموزوم ۱۶ (انسان)   | ۳۱            | ۹۰٬۳۵۴٬۷۵۳    | ۱٬۷۴۷٬۱۳۶ | ۸۰۵               | ۶۵                 | ۴۲۹     | ۵۲    | ۳۲   | ۵۳    | ۵۸     | ۳۴         | EBI   | ۳۶٫۶                      | ۸۲٫۰           |
| کروموزوم ۱۷ (انسان)   | ۲۸            | ۸۱٬۱۹۵٬۲۱۰    | ۱٬۴۹۱٬۸۴۱ | ۱٬۱۵۸             | ۴۴                 | ۳۰۰     | ۶۱    | ۱۵   | ۸۰    | ۷۱     | ۴۶         | EBI   | ۲۴٫۰                      | ۸۴٫۸           |
| کروموزوم ۱۸ (انسان)   | ۲۷            | ۷۸٬۰۷۷٬۲۴۸    | ۱٬۴۴۸٬۶۰۲ | ۲۶۸               | ۲۰                 | ۵۹      | ۳۲    | ۱۳   | ۵۱    | ۳۶     | ۲۵         | EBI   | ۱۷٫۲                      | ۸۷٫۴           |
| کروموزوم ۱۹ (انسان)   | ۲۰            | ۵۹٬۱۲۸٬۹۸۳    | ۱٬۱۷۱٬۳۵۶ | ۱٬۳۹۹             | ۲۶                 | ۱۸۱     | ۱۱۰   | ۱۳   | ۲۹    | ۳۱     | ۱۵         | EBI   | ۲۶٫۵                      | ۸۹٫۳           |
| کروموزوم ۲۰ (انسان)   | ۲۱            | ۶۳٬۰۲۵٬۵۲۰    | ۱٬۲۰۶٬۷۵۳ | ۵۳۳               | ۱۳                 | ۲۱۳     | ۵۷    | ۱۵   | ۴۶    | ۳۷     | ۳۴         | EBI   | ۲۷٫۵                      | ۹۱٫۴           |
| کروموزوم ۲۱ (انسان)   | ۱۶            | ۴۸٬۱۲۹٬۸۹۵    | ۷۸۷٬۷۸۴   | ۲۲۵               | ۸                  | ۱۵۰     | ۱۶    | ۵    | ۲۱    | ۱۹     | ۸          | EBI   | ۱۳٫۲                      | ۹۲٫۶           |
| کروموزوم ۲۲ (انسان)   | ۱۷            | ۵۱٬۳۰۴٬۵۶۶    | ۷۴۵٬۷۷۸   | ۴۳۱               | ۲۱                 | ۳۰۸     | ۳۱    | ۵    | ۲۳    | ۲۳     | ۲۳         | EBI   | ۱۴٫۷                      | ۹۳٫۸           |
| کروموزوم ایکس         | ۵۳            | ۱۵۵٬۲۷۰٬۵۶۰   | ۲٬۱۷۴٬۹۵۲ | ۸۱۵               | ۲۳                 | ۷۸۰     | ۱۲۸   | ۲۲   | ۸۵    | ۶۴     | ۵۲         | EBI   | ۶۰٫۶                      | ۹۹٫۱           |
| Y                     | ۲۰            | ۵۹٬۳۷۳٬۵۶۶    | ۲۸۶٬۸۱۲   | ۴۵                | ۸                  | ۳۲۷     | ۱۵    | ۷    | ۱۷    | ۳      | ۲          | EBI   | ۱۲٫۵                      | ۱۰۰٫۰          |
| ام‌تی دی‌ان‌ای           | ۰٫۰۰۵۴        | ۱۶٬۵۶۹        | ۹۲۹       | ۱۳                | ۰                  | ۰       | ۰     | ۲    | ۰     | ۰      | ۲۲         | EBI   | N/A                       | ۱۰۰٫۰          |
| مجموع بیش از ۳ بیلیون |               | ۳٬۰۹۵٬۶۹۳٬۹۸۱ |           | ۱۹٬۳۱۳            | ۷۳۸                | ۱۲٬۸۵۹  |       |      |       |        |            |       |                           |                |

جدول ۱ (بالا) سازمان‌یافتگی فیزیکی و محتوای ژنی ژنوم مرجع انسان را خلاصه می‌کند. این چکیده با پیوندهایی به تجزیه و تحلیل اصلی؛ همان‌گونه که در پایگاه داده‌های (Ensembl) در مؤسسه اروپایی بیوانفورماتیک (ای‌بی‌آی EMBL-EBI) و مؤسسهٔ (ولکام تراست سانگر) منتشر شده٫ کوتاه‌نویسی شده است. طول کروموزوم را با ضرب کردن شمار جفت‌های باز (جفت بازها) در ۰۰٫۳۴ نانومتر؛ که برآورد شدهٔ فاصله بین جفت بازها در دی‌ان‌ای دو رشته‌ای است، محاسبه می‌کنند. تعداد پروتئین‌ها بر پایهٔ رونوشت اولیهٔ ژن پیشرو (mRNA ام‌آران‌ای) است، و شامل پیرایش جایگزین قبل از (mRNA ام‌آران‌ای)، یا تغییراتی که در ساختار پروتئینی پس از ترجمه رخ داده، نمی‌شود.

## دی‌ان‌ای کُدکننده در برابر دی‌ان‌ایِ بی‌رمز
محتوای ژنوم انسان معمولاً به توالی دی‌ان‌ایِ کد کننده یا رمزگذار و غیررمزگذار یا غیر کد کننده تقسیم شده است. توالی دی‌ان‌ایِ کد کننده به آن بخش از توالی‌ها گفته می‌شود که می‌توانند به آران‌ای پیام‌رسان (mRNA) رونویسی و در ادامه به پروتئین‌ها ترجمه شوند. این توالی‌ها تنها بخش کوچکی از ژنوم (<۲٪) را اشغال می‌کنند. دی‌ان‌ای‌های غیرکُدکننده یا بی‌رمز توالی هایب هستند که حدود ۹۸ درصد دیگر ژنوم را پر کرده‌اند و از آن‌ها برای رمزگذاری و نهایتاً تولید پروتئین استفاده نمی‌شود.
برخی از دی‌ان‌ای‌های بی‌رمز محتوی مولکول‌های آران‌اِی با کاربردهای مهم بیولوژیکی مانند آران‌ای ریبوزومی و آران‌ای حامل هستند. پیدا کردن عملکرد و منشأ فرگشتی دی‌ان‌ای‌های بی‌رمز یک هدف مهم از بررسی‌های ژنوم است که شامل پروژهٔ رمزگذاری ان‌کد (دانشنامهٔ اجزای دی‌ان‌اِی) می‌باشد که هدف آن بررسی همهٔ ژنوم انسان، با استفاده از ابزارهای تجربی گوناگون است که پاسخ‌های به دست‌آمده از آن‌ها نشان‌گر چگونگی فعالیت مولکولی است. با توجه به اینکه یاخته برای رونویسی دی‌ان‌ای بی‌رمز انرژی زیادی مصرف می‌کند، این سؤال پیش می‌آید که نقش زیستی این اجزا چیست؟ به نظر می‌رسد یکی از نقش‌های این اجزا، تنظیم رونویسی است. با افزایش تعداد و اندازه دی‌ان‌ای بی‌رمز رونویسی از ژن‌ها بیشتر طول می‌کشد و در نتیجه محصول کمتری تولید می‌شود. نقش دیگر این توالی‌ها، ایجاد تنوع در محصول است که نتیجه پیرایش متفاوت رنای پیک است. با اینکه در بعضی ژن‌ها چسبیدن رونوشت‌های یک ژن، به‌طور منظم و یکنواخت انجام می‌شود، در بعضی ژن‌ها، چسبیدن رونوشت‌ها به صورت تصادفی انجام می‌شود. نقش دیگری که برای این دناهای بی‌رمز در نظر می‌گیرند، کاهش آسیب‌های مؤثر به دِنا است زیرا برخی آسیب‌ها ممکن است در محل دناهای بی‌رمز رخ دهند که با حذف آنها، آسیب‌ها اثری نخواهد داشت.
از آنجا که دی‌ان‌ای‌های بی‌رمز از کد کننده‌ها بسیار بیشترند، مفهوم توالی ژنوم بیشتر به یک مفهوم تحلیلی متمرکز شده تا از مفهوم کلاسیک «ژن برنامه‌نویسی دی‌ان‌ای».

## بیماری‌های ژنتیکی بشر
بسیاری از جنبه‌های زیست‌شناسی انسان شامل هر دو عامل ژنتیکی (ارثی)، و غیر ژنتیکی (محیط زیستی)، می‌شود. برخی از تفاوت‌های مؤثر ما موروثی هستند مانند (قامت، رنگ چشم، توانایی چشایی یک طعم یا یک بوی ویژه، و غیره) و در ذات خود بیماری نیستند و ریشهٔ زیست‌شناسی دارند. علاوه بر این، برخی دیگر از تفاوت‌های ژنتیکی تنها در ترکیب با عوامل محیطی مناسب (مانند رژیم غذایی) باعث بیماری می‌شوند. از این نگاه و نیاز به این هشدارها، این اختلالات ژنتیکی ممکن است به عنوان بیماری بالینی تعریف شوند که ناشی از تنوع ژنومی توالی دی‌ان‌اِی است. در موارد ساده‌تر، این اختلال می‌تواند با تغییر در یک ژن منفرد در ارتباط باشد. به عنوان مثال، فیبروز سیستیک بر اثر جهش در ژن (CFTR سی‌اف‌تی‌آر) ایجاد می‌شود، و شایع‌ترین اختلال مغلوب در نژاد قفقازی با بیش از ۱۳۰۰ جهش مختلف شناخته شده است.